# Adolf Ernst von Ernsthausen
Karl Adolf August Ernst von Ernsthausen (né le 14 mars 1827 à Gummersbach et mort le 24 août 1894 à Bonn) est un avocat administratif et homme politique prussien.

## Biographie
En tant que fils de l'administrateur de l'arrondissement de Gummersbach (de), Karl Ernst von Ernsthausen (de), Ernsthausen étudie à l'école publique supérieure de Gummersbach et le lycée Frédéric-Guillaume de Cologne (de). À l'automne 1845, il y passe son Abitur. Il étudie le droit à l'Université de Heidelberg et à l'Université rhénane Frédéric-Guillaume de Bonn. Il est membre du Corps Nassovia Heidelberg (1846) et du Corps Rhenania Bonn (de) (1847) ainsi que d'un porteur de ruban du corps du Saxonia Bonn (1848). Le Corps Rhenania Heidelberg (de) lui décerne le ruban en 1886. À la Pentecôte 1848, il participe à la deuxième Fête de la Wartbourg. Après les examens, il entre dans la fonction publique prussienne. En 1849, il devient auscultateur à Coblence-Ehrenbreitstein et en 1850 stagiaire du gouvernement à Cologne.

### Carrière
Dès 1851, il est nommé administrateur provisoire de l'arrondissement d'Altenkirchen (Westerwald) et en 1852 dans l'arrondissement de Simmern. Après avoir été nommé assesseur du gouvernement (1853), il devient administrateur par intérim de l'arrondissement de Gueldre (de) en 1854 et administrateur de l'arrondissement de Moers (de) en 1857. En 1865, Ernst von Ernsthausen succède à Carl Gottfried Sperling (de) en tant que maire par intérim de Königsberg, puis le 18 mai 1866, également à Königsberg, vice-président du district. En mai 1870, il devient président du district de Trèves et participe à ce titre à la proclamation de l'Empire allemand (de) à Versailles. En 1871, il devient préfet de Strasbourg, en 1872 président de circonscription pour la Basse-Alsace et en 1875 président de circonscription pour la Haute-Alsace à Colmar. Il atteint le point culminant de sa carrière lorsqu'il est nommé haut président de la province de Prusse-Occidentale le 1er avril 1879. Sous sa direction, l'administration provinciale est élargie et les infrastructures de transport, les écoles et les églises améliorées. Il est également un important promoteur de la restauration du Marienbourg. En 1877, il est nommé au Wirklichen Geheimen Rat. Après la grande crue de la Vistule en 1888, qui fait de nombreuses victimes, il est mis à la retraite anticipée le 10 septembre 1888. Il décède à Bonn.

### Politique
En 1865 et 1866 et de nouveau en 1869/1870, il est membre du groupe parlementaire conservateur à la Chambre des représentants de Prusse. De 1892 à 1894, il est membre du conseil d'administration de la Société coloniale allemande (DKG).

## Honneurs
- Citoyen d'honneur de Dantzig
- Citoyen d'honneur d'Elbing
- Membre honoraire du Corps Rhenania Bonn (de)

## Publications
- Erinnerungen eines preußischen Beamten. Velhagen & Klasing, Bielefeld u. Leipzig 1894.